# Volkmar Jaeger

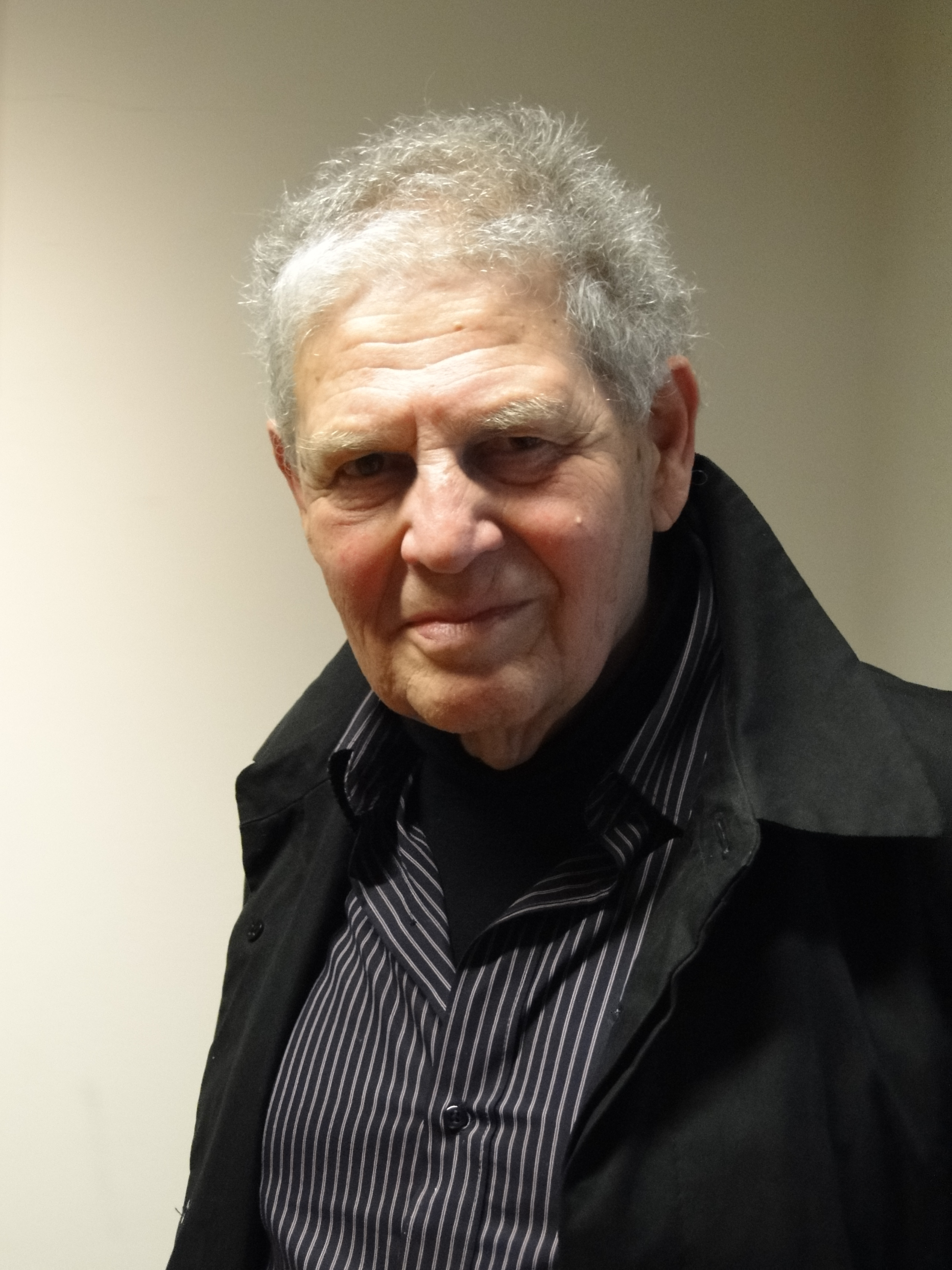
Volkmar Jaeger (2013)

Volkmar Jaeger (* 2. Februar 1928 in Leipzig; † 9. Februar 2019 ebenda) war ein deutscher Fotograf, der auch als Grafiker und Autor tätig war. Im Kleinkindalter ertaubt, engagierte er sich zudem aktiv für die Kultur Gehörloser und die diesbezügliche Aufklärung Hörender.

## Leben
Jaeger kam 1928 in Leipzig als Sohn des Arztes und Mitbegründers der Mitteldeutschen Rundfunk AG Dr. Erwin Jaeger und der Sängerin, Moderatorin und Humoristin Ellen Watteyne zur Welt. Aufgrund einer Meningitis-Erkrankung verlor er zu Beginn seines zweiten Lebensjahrs sein Gehör. Er lernte von 1934 bis 1943 am Internat der Taubstummenanstalt in Leipzig, besuchte anschließend ein Jahr die Schustersche Lehranstalt  und von 1944 sowie nach Ende des Zweiten Weltkriegs von 1946 bis 1949 die Nikolaischule in Leipzig. Es folgte eine Fotografenausbildung bei Ilse Oemichen in Dresden; seine Gesellenprüfung schloss er 1952 erfolgreich bei Franz Fiedler ab. Von 1953 bis 1958 studierte Jaeger Fotografie an der Hochschule für Grafik und Buchkunst in Leipzig und schloss sich bereits 1956 der Fotografengruppe action fotografie in Leipzig an, der unter anderem Roger Rössing, F. O. Bernstein, Günter Rössler, Wolfgang G. Schröter (1928–2012) und Ursula Arnold angehörten. Die Gruppe hatte zum Ziel, „neue Wege zu gehen und der Fotografie in der DDR neue Impulse zu geben“. Sie stellte sich damit gegen die von der DDR-Führung geforderte Hinwendung zum schönen Realismus in der Fotografie. In einem Artikel in der Zeitschrift Die Fotografie setzte sich Jaeger für die unbeschönigte Wahrheit in der Fotografie ein: „Selbst die häßliche Wahrheit ist im Sinne Gorkis und Rodins schön, eben weil sie wahr ist. Warum sollten wir sie in der Fotografie leugnen? […] Warum nur glatte, fröhliche Bilder, wo doch jeder von uns weiß, daß dauernd lächelnde, schmunzelnde und lachende Gesichter noch in keinem Staat, in keiner Familie vorgekommen sind.“ Nach dem Bruch mit der action fotografie nach der ersten Ausstellung war Jaeger 1957 mit seinen HGB-Kommilitoninnen Rosemarie Eichhorn (* 1935) und Evelyn Richter sowie Arno Fischer und Jürgen Vorberg Mitbegründer der Gruppe die gruppe, die unter anderem in Berlin, Kassel und Poznań ausstellte. Im Jahr 1960 wurde Jaeger Mitglied im Verband Bildender Künstler der DDR.
Der Bau der Berliner Mauer bedeutete für Jaeger, der oft in der Bundesrepublik fotografierte, 1961 zunächst das weitgehende Ende seiner fotografischen Tätigkeit. Auch eine geplante weitere künstlerische Ausbildung bei Heinz Hajek-Halke in Berlin war nicht mehr möglich. Er wurde Werbegrafiker bei der DEWAG in Leipzig. Zudem war er als Foto-Grafiker tätig und entwarf unter anderem Buchumschläge für Werke von Jürgen Lenz (Der Atlantik schweigt nicht, 1961), Herbert Ziergiebel (Satan hieß mich schweigen, 1962), Hildegard Maria Rauchfuß (Die grünen Straßen, 1963) und Gerhard Diekelmann (Schatten über dem See, 1963). Als Amateurfilmer schuf er zudem mehrere Filme, darunter Die Parole, der 1964 auf dem DDR-Arbeiterfestival in Jena das Prädikat „besonders wertvoll“ erhielt. Jaeger arbeitete bis 1970 als Dekorateur bei der Post und wurde anschließend Programmierer beim VEB Maschinelles Rechnen, bevor er 1990 in den Vorruhestand ging. Kurzgeschichten, die seinen Alltag als Gehörloser schilderten, erschienen erstmals 1987 in der Zeitschrift ich schreibe und wurden nach 1989 auch in verschiedenen Anthologien abgedruckt.
Im Zuge der Wende wurde Jaeger erneut als Fotograf aktiv und dokumentierte 1989 die Montagsdemonstrationen in Leipzig. Jaeger arbeitete überwiegend in Schwarz-Weiß. Zentrales Motiv seiner dokumentarischen Fotos ist der Mensch, den er in Alltagssituationen festhielt. Dabei arbeitete er auch mit einer Kleinbildkamera, um Situationen authentisch erfassen zu können.
Jaeger engagierte sich seit den 1950er-Jahren im Bereich der Kultur der Gehörlosen, so war er bereits während des Studiums für den Allgemeinen Deutschen Gehörlosen-Verband (ab 1957 Gehörlosen- und Schwerhörigenverband der DDR) tätig, gründete 1957 in Leipzig den Foto- und Filmclub (seit 1996 „Deaf Medien Verein Leipzig ‚1957‘“) und wurde 1965 Mitglied des Motorsportclubs für Gehörlose Einheit Leipzig, dessen Geschäftsführer er wurde. Von 1991 bis 2010 war er Herausgeber und Chefredakteur der Zeitschrift Lesen statt Hören. Für seine Tätigkeit als Vorsitzender des Leipziger Stadtverbands der Hörgeschädigten erhielt Jaeger 2001 von Wolfgang Tiefensee eine Urkunde für ehrenamtliches Engagement. Er wurde 2007 mit dem Kulturpreis des Deutschen Gehörlosen-Bundes (DGB) sowie 2012 mit der Goldenen Ehrennadel des DGB ausgezeichnet.
Jaeger lebte und arbeitete in Leipzig. Seine Fotografien befinden sich unter anderem im Museum der bildenden Künste Leipzig. Im Jahr 2013 erschien mit Ich sehe den Menschen. Ich höre ihn nicht eine Monografie zu Leben und Werk Jaegers.

## Ausstellungsbeteiligungen (Auswahl)
- 1956: action fotografie, Messehaus Petershof in Leipzig
- 1957: die gruppe, Salon Paderewskiego, Poznań, Polen
- 1958: die gruppe, Kunstakademie in Berlin-Weißensee
- 1959: die gruppe, Kunstkabinett Lomatsch in Kassel
- 1988: 3. Internationales Foto- und Filmfestival der Gehörlosen, Primorsko, Bulgarien
- 1996: Ohren zu, Augen auf, Essen
- 2009: Clin d’œil, Internationales Film- und Fotofestival der Gehörlosen, Reims, Frankreich
- 2012/13: einjährige Ausstellung im Justizzentrum Magdeburg
- 2013: Ausstellung im Gehörlosenzentrum Zürich
- 2015: 5. Sächsische Kulturtage der Gehörlosen, Zwickau (Fotografien)
- 2015: Bilderwelten von Volkmar Jaeger, Wanderausstellung, Leipzig und DGS-Treff Düsseldorf (Fotografien)
- 2015: Bilder und Welten. Ost und West. Fotografien von Volkmar Jaeger und Walter Vogel, Ausstellung, Stiftung Gerhart-Hauptmann-Haus Düsseldorf (Fotografien)

## Auszeichnungen (Auswahl)
- 1955: 3. Preis beim Internationalen Fotowettbewerb im Rahmen des Festivals der Jugend und Studenten in Warschau
- 1963: 1. Preis für das Foto Der gehörlose Lehrling und der hörende Meister, Internationales Festival der Gehörlosen in Stockholm
- 2007: Kulturpreis des Deutschen Gehörlosen-Bundes (DGB)
- 2011: Leipziger Kunstpreis Goldene Krone im Bereich Fotografie[14]
- 2012: Goldene Ehrennadel des DGB